# Kathinka Heinefetter
Kathinka Heinefetter, auch Cathinka Heinefetter (12. September 1819 in Mainz – 20. Dezember 1858 in Freiburg im Breisgau) war eine deutsche Opernsängerin (Sopran).

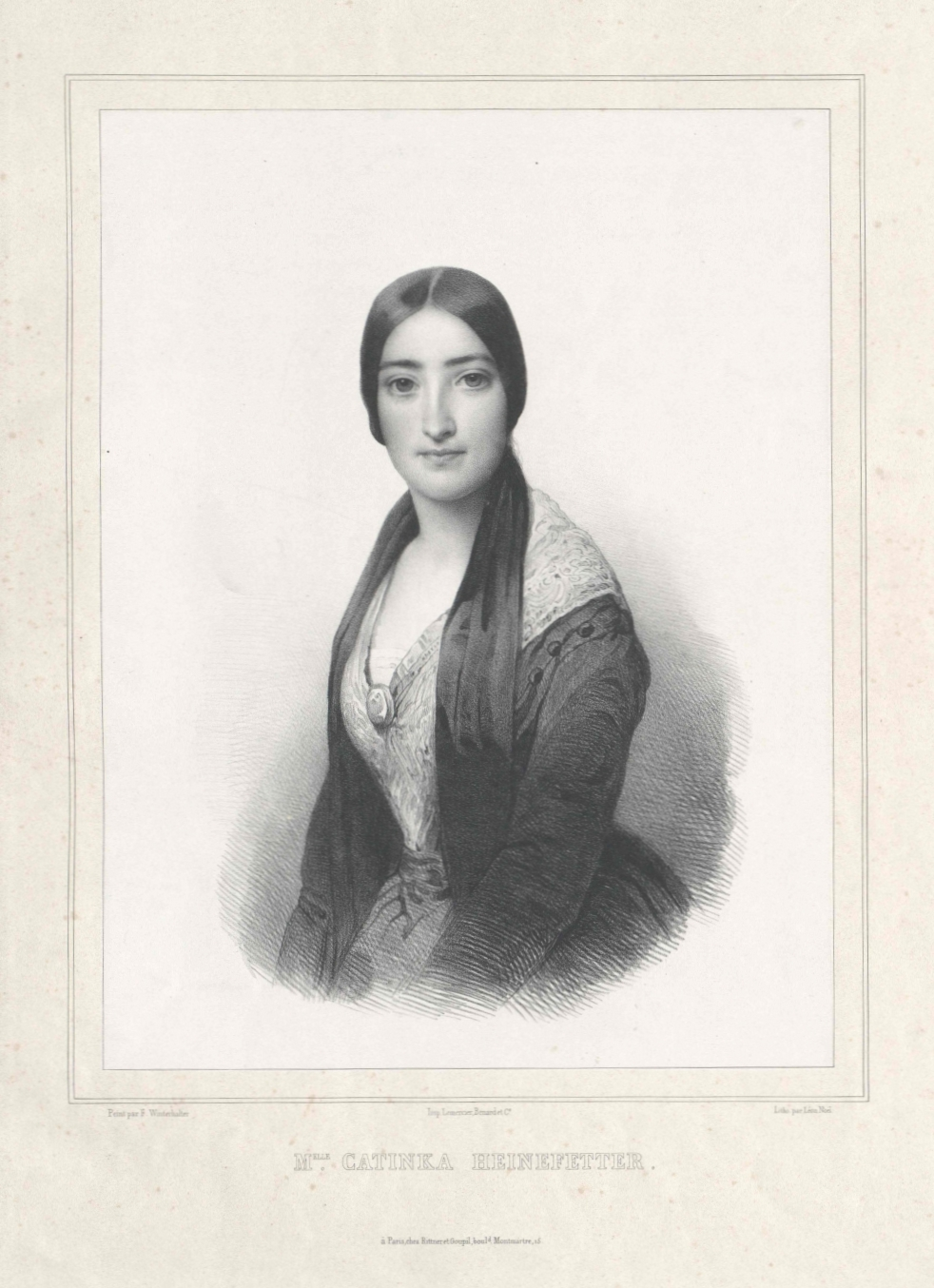
Lithografie nach dem Gemälde von Franz Xaver Winterhalter

## Leben
Kathinka Heinefetter wurde in einer armen jüdischen Familie geboren und war eine der fünf Schwestern Heinefetter, die alle eine Bühnenkarriere entwickeln konnten. Die gesangliche Ausbildung erhielt Kathinka von der älteren Schwester Sabine. Im Jahr 1837 debütierte sie am Opernhaus von Frankfurt am Main als Agathe in der Oper Der Freischütz von Carl Maria von Weber. 1840 hatte sie bedeutende Erfolge an der Großen Oper in Paris. 
Im Jahr 1842 erhielt sie ein Engagement am Brüsseler Opernhaus La Monnaie. Hier ereignete sich in der Nacht am 20./21. November 1842 jener einst viel besprochene tragische Vorfall. In ihrem Appartement stach der Pariser Rechtsanwalt Eduard Caumartin den Kollegen und Nebenbuhler, den Grafen Aimé Sirey mit einem Degen, nieder. Nach diesem Skandal hat sie die belgische Metropole verlassen.
Ab 1850 sang sie wieder an der Pariser Opéra, dann an den Opernhäusern in Hamburg, Berlin, Wien und Budapest. Zu ihren großen Rollen gehörten die Titelpartie in der Oper Norma von Vincenzo Bellini, die Rachel in La Juive von Fromental Halévy, Valentine in den Les Huguenots von Giacomo Meyerbeer sowie Agathe in der Oper Der Freischütz des Carl Maria von Weber.
Kathinka Heinefetter zog sich im Jahr 1858 von der Bühne zurück und ließ sich in Freiburg im Breisgau nieder, wo sie im Dezember im Alter von 39 Jahren an einer Herzkrankheit verstarb.

## Im Gedenken
Im April 2016 ist der Platz vor dem Staatstheater Mainz in „Geschwister-Heinefetter-Platz“ umbenannt worden.